# Zamia obliqua
Zamia obliqua — вид голонасінних рослин класу Саговникоподібні (Cycadopsida).
Етимологія: у зв'язку з косими вставками листових фрагментів.

## Опис
Стовбур деревовидий, 0,5–5 м заввишки, 5–12 см діаметром. Листків 5–20, вони 1–2,5 м завдовжки; черешок з численними дрібними колючками, завдовжки 30–70 см; хребет з колючками в нижній третині, з 10–20 парами листових фрагментів. Листові фрагменти від еліптичних до обернено–яйцевидих, косо клиноподібні біля основи, загострені на вершині, поля дрібно-пилчасті у верхній третині, середні з них 5–10 см завдовжки, 3–6 см шириною. Пилкові шишки від кремових до жовтувато–коричневих, від циліндричних до яйцеподібно–циліндричних, довжиною 4–6 см, 1–1,5 см діаметром; плодоніжка 2–4 см завдовжки. Насіннєві шишки від кремових до жовтувато–коричневих, від циліндричних до яйцеподібно–циліндричних, 15–25 см завдовжки, 5–8 см діаметром. Насіння червоне, завдовжки 1–1,5 см, 0,5–0,8 см діаметром. 2n = 18.

## Поширення, екологія
Країни зростання: Колумбія (материк); Панама. Цей вид віддає перевагу рости підліском у первинних та вторинних лісах, у густій тіні. Ставиться не дуже добре до сильно порушених місць.

## Загрози та охорона
Одна субпопуляція знаходиться в Las Orquideas National Park in Colombia. 